# Can Pastallé (Castellbisbal)
Can Pastallé és una masia de Castellbisbal (Vallès Occidental) protegida com a Bé Cultural d'Interès Local.

## Descripció
Gran masia de diversos cossos amb una torre a l'angle. El cos principal, de planta baixa i primer pis, presenta una planta quadrangular amb el cobert a doble vessant al qual s'adossen altres cosses amb alçades i plantes diferents.